# 雪氷圏

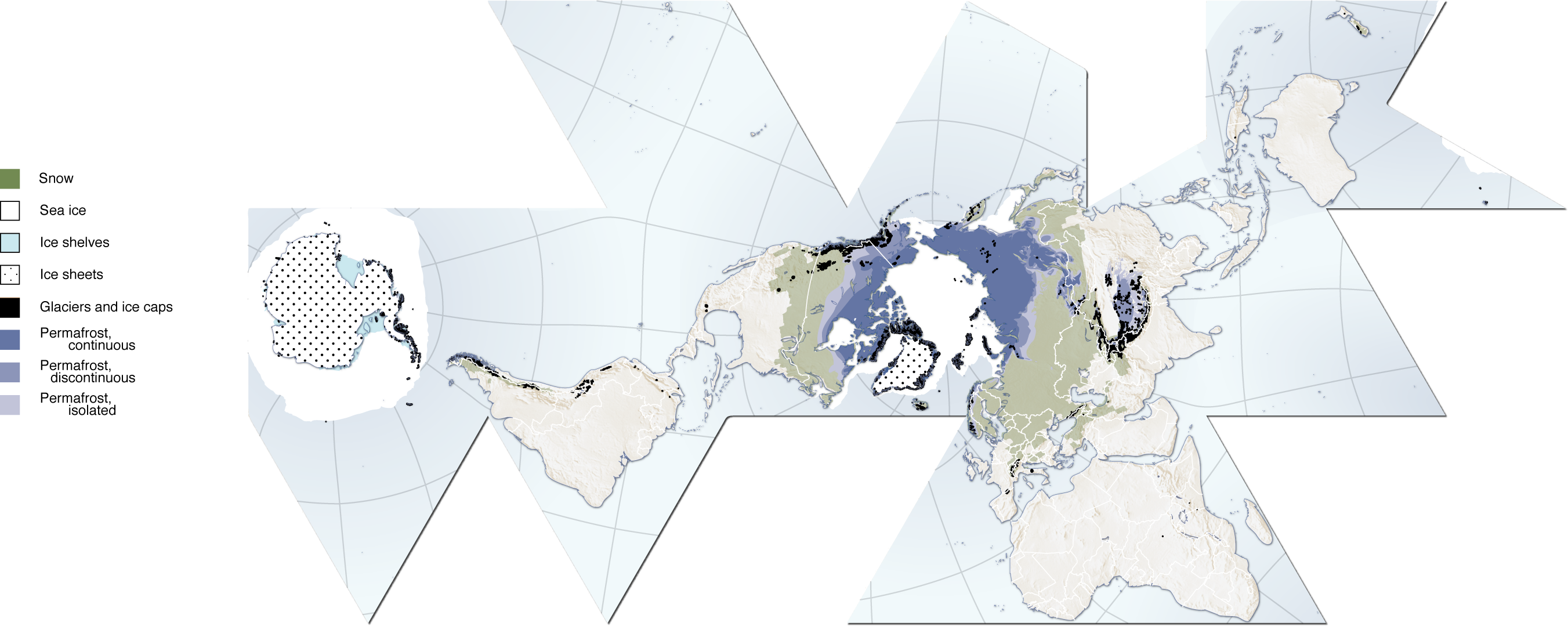
雪氷圏とそのおもな構成要素の概観。UN Environment Programme Global Outlook for Ice and Snowから引用。

雪氷圏（せっぴょうけん、英: cryosphere）は、地球の固体の水の層である。

## 構造
海氷、湖氷、河川氷、積雪、氷河、氷冠、氷床、そして(永久凍土を含む)凍土を含む。
英語はギリシア語で「寒冷」、「凍結」、「氷」を意味するκρύος（kryos）と「球」を意味するσφαῖρα（sphaira）からできた水圏と内容が幅広く重複する。雪氷圏は、地球表面のエネルギーや水分の流動、雲、降水、水文学、大気循環、大洋循環への影響を通じて生じる重要なつながりとフィードバックをもった地球の気候システムになくてはならない部分である。こうしたフィードバックの過程を通して、雪氷圏は地球の気候やそれに応じた気候モデルにおいて重要な役割を果たす

IPCCの第5次評価報告書のために設計されたこの分解能の高い画像は、世界中の雪氷圏の構成要素によって影響を受けている地域の範囲を示している。陸上では、連続永久凍土は暗いピンク色で、不連続永久凍土は明るいピンク色で示されている。北半球の陸の大部分を覆っている半透明の白いくもりは、2000年から2012年の間に少なくとも1日降雪を受けた地域を表す。この地域の南部の縁に沿って引かれた明るい緑色の線は雪に覆われる範囲が最も広い場合を表し、北アメリカやヨーロッパ、アジアをまたいで引かれた黒い線は50%の確率で雪に覆われる範囲の境界を表す。氷河は山岳地域や南北高緯度地域に小さな金色の点で示されている。海上では、棚氷は南極周辺に見られ、海氷がそれを囲んでいる。海氷はまた北極でも見られる。北極と南極ともに、海氷の覆う範囲の30年間の平均は黄色の輪郭線で示されている。さらに、グリーンランドと南極の氷床ははっきりと見てとることができる。

氷(固体の状態にある水)は、地球の表面には主に、積雪、湖や河川の淡水氷、海氷、氷河、氷床、凍土、そして永久凍土 として存在する。雪氷圏を構成するこれらの個々のサブシステムごとに、水の滞留時間は大きく異なる。基本的に積雪や淡水氷は季節的なものであり、北極中央部にある氷をのぞいた海氷の大部分は、季節的であるか、年を越す場合でもわずか数年しかもたない。ところが、氷河や氷床、凍土中の氷の内部にある所定の水分子は1～10万年あるいはそれ以上の長い間凍ったままのこともあり、東南極氷床の深部に位置する氷は凍ってから100万年に達するものもある。
世界中の氷の体積の大部分は南極大陸、とりわけ東南極氷床が占める。しかし面積範囲に関していえば、北半球の冬季の雪と氷の占める広さは最大であり、1月では平均して半球の表面全体の23%を占める。その広い面積範囲と、雪と氷それぞれの固有の物理的特性と関連した重要な季節的役割は、雪や氷の覆う広さや厚さ、物理的特性（光や熱に関する特性）を観察しモデル化することが気候学の調査において特に重要だということのしるしである。
地表と大気の間のエネルギー交換を調節する、雪と氷の根本的な物理的性質がいくつかある。最も大切な性質には表面での反射率(反射能)、熱を伝える能力(熱拡散率)、状態変化を起こす能力(潜熱)がある。こうした物理的性質は、表面の粗さや放射率、誘電体の性質と合わせて、雪や氷を宇宙から観察するうえで重要性を帯びている。例えば、表面の粗さはしばしばレーダー後方散乱の強さを決定づける主要な要素である。また、結晶構造や密度、長さ、液体水含有量といった物理的性質は、熱と水の移動やマイクロ波エネルギーの散乱に影響を与える重要な要素である。
入射する太陽光に対する表面反射率は表面のエネルギー収支にとって重要である。これは入射する太陽光に対する反射光の割合で、通常は反射能と呼ばれる。気候学者は、電磁スペクトルのうち太陽エネルギー入射量の主要部分と一致する波長範囲（300～3500 nm）について積分した反射能に、主として興味を持っている。一般に融解していない雪に覆われた表面の反射能の値は、森の場合を除くと高い（80～90%まで）。雪と氷の他の地表面状態よりも高い反射能は高緯度地域での春と秋の表面反射率に急激な変化を引き起こすが、この増加のうち全般的な気候にとって重要な部分は空間的かつ時間的に雲量による変調を受ける。（地球の反射能は主として雲量によって決まり、冬に高緯度地域が受ける日射量による寄与はわずかである。）夏と秋の季節は北極海が曇天である割合が高い時期であるため、海氷域面積の大きな季節的変化と関連している反射能フィードバックは非常に減少する。グロイスマンら(1994a)は、積雪地域に入射する太陽光が最大の春季(4月～5月)に積雪が地球の放射照度に大きな影響を与えることを観察した。
雪氷圏の構成要素の熱の特性はまた重要な気候的意義をもつ。雪と氷の熱拡散率は空気のそれよりも非常に小さい。熱拡散率とは温度波が物質を透過することのできる速度の指標である。雪と氷は空気よりも熱の拡散が何桁も値が異なるほど効率的でないのである。よって、積雪は地表を、海氷はその下にある海洋を覆って、熱や水分の流動に関する表面と大気の境界面を分断する。水面からの水分の流動は厚さの薄い氷によってでさえ断ち切られてしまう一方で、薄い氷を介した熱の流動は存在し、この現象は氷が30～40cmを超えるほどの厚さになるまで続く。しかしながら、氷の上部に少量の雪があると、それだけで驚くべきほど熱の流動が抑えられ氷の成長速度が遅くなる。この雪の遮断効果はまた、水循環と重要なつながりがある。ゆえに、永久凍土のない地域では雪の遮断効果が非常に大きいので、本当に地表に近い地面のみが凍結して深水域の排水は妨げられない。
雪と氷は冬に大量のエネルギー損失から地表を遮るように作用するが、氷が融けるのに必要なエネルギー量が大きい（融解の潜熱は0 ℃で3.34 x 105 J/kg）ため、春や夏には、地表が温まるのを遅くする作用がある。しかし、広範囲に雪や氷が存在する地域では、大気の静的安定度が強いので、即時の冷却効果は比較的浅い層に限られ、関連のある大気の偏差は通常短期的で規模は小さめである。ところがユーラシア大陸など世界中の地域によっては、大量の積雪と水分を含んだ春の土壌に関連した冷却は、夏の季節風循環を調節する役割を担っていることで知られている。ガッツラーとプレストン(1997)はここ最近、アメリカ合衆国南西部における、これに類似した雪による夏の循環フィードバックの証拠を示した。
積雪による季節風の調節という役割は、雪氷圏・気候フィードバックのうち、地表面と大気に関する短期のものの一例に過ぎない。図1から地球の気候システムには数多くの雪氷圏・気候フィードバックが存在することがわかるだろう。これらは局所的季節的な気温の低下から半球規模で何千年もの期間にわたって起こる氷床の変動まで空間的にも時間的にも幅広く作用する。これに関連するフィードバック機構はしばしば複雑で完全にわかりきっていないことがある。例えばいわゆる「単純な」海氷の反射能フィードバックは、氷の拡大により生じた水路の断片や融解により生じた池、氷の厚さ、積雪、海氷域面積が複雑に絡み合っていることがカリーら(1995)によって示された。

### 雪
積雪は雪氷圏の構成要素の中で2番目に広い面積をもち、その大きさは、最大だと、平均しておよそ4700万km²である。地球上で雪に覆われた地域の大部分は北半球に位置し、時間的な変化率は季節循環によって左右され、北半球の積雪域面積は1月の4650万km²から8月の380万km²まで変化する。北アメリカ大陸の冬の積雪域面積は、今世紀を通じて主に降水量の増加に伴い増加傾向を示している（ブラウンとグディソン 1996; ヒューズら 1996）。しかし利用可能な人工衛星の記録によると、半球での冬の積雪は1972年から1996年の間、毎年わずかな率でしか変化しておらず、1月の北半球の積雪の変動係数（=標準偏差/平均値）は0.04である。グロイスマンら(1994a)によると、観察された今世紀の北半球の春の気温の上昇を説明するためには北半球の春の積雪は減少傾向を示すはずだという。ただ、過去に基づき復元されたその場所での積雪データからの積雪域面積の仮見積もりによると、ユーラシア大陸の場合にはこの傾向が見られるが、北アメリカ大陸の場合は20世紀のあいだ春の積雪が現在と同程度にとどまっていたことが示唆されている。人工衛星のデータの期間中に北半球の気温と積雪域面積との密接な関係が観察されているので、気候変動を検知し継続観察するために北半球の積雪域のモニタリング調査には少なからぬ関心が寄せられている(IPCC 1996)。
積雪、特に世界の山岳地帯における季節性の雪層は、水収支において極めて重要な貯蔵構成要素である。広さは限られているが、地球の山岳地帯における季節性の雪層は、中緯度地域の広い範囲において、河川流や地下水の再供給のための表面流去水としての主要な資源となっている。例えば、コロラド川流域からの1年間の流水量の85%以上は雪解け水である。地球上の山々からの雪解け水の表面流出は河川を水で満たし、10億人以上の人が水資源として依存している帯水層に水を供給する。また、世界の保護地域の40%以上は山脈にあり、これらの地域は保護を必要とする独特な生態系として、また人間のレクリエーション地域として、その価値を証明している。気候の温暖化は降雪と降雨の境界や雪解けの時期に大きな変化をもたらすと考えられており、そうした変化は水の利用と管理に関して重要な意義をもつことになるだろう。これらの変化はまた、土壌水分の時間的空間的な変化や海洋への表面流出を通じて、10年あるいはそれ以上の長い期間で気候システムにフィードバックするという潜在的に重要なことに関与する(ウォルシュ 1995)。積雪から海洋環境に流れ込む淡水の流量は、海氷のうちのうね状や岩塊状の脱塩された部分とおそらく同規模であり、重要かもしれない。またこれに加えて、冬に北極海の海氷上に雪に混じって積もり、海氷の消耗(ablation)により海洋に流出する沈着汚染物質とも関連性がある。

### 海氷
海氷は極地域の海洋の大部分を覆い、海水が凍ることによって形成される。1970年代初頭からの人工衛星のデータによって、南北両半球を覆う海氷のかなり季節的、局所的な、1年ごとの変化が示されている。季節によって、南半球の海氷域面積(すきまを含めた海氷が分布する範囲の面積)は5倍の幅で、すなわち最も小さい2月の300～400万km²から最も大きい9月の1700～2000万km²まで変化する。季節的変化は、北半球で、北極海の閉鎖的な性質と緯度の高さゆえにより広い範囲の海域が年中氷に覆われ、またその海域を囲む陸地が冬季に氷が赤道方向へ拡大するのを抑制しているので、南半球よりも非常に小さい。北半球の海氷域面積は2倍の幅で、すなわち最も小さい9月の700～900万km²から最も大きい3月の1400～1600万km²まで変化する。
海氷による被覆は半球規模でみるよりも地域規模でみる方が年々の変化率が大きく表れる。例えば、オホーツク海域及び日本海域では、海氷域面積の最大値は1983年の130万km²から1984年の85万km²へと35%も減少し、次の1985年では120万km²に再び増加している。南北両半球での地域的な変動はかなり大きいので、人工衛星の記録のどの数年間をとってみても海氷域面積が減少している地域と増加している地域の両方が存在する。1978年から1995年中頃までの受動マイクロ波の記録によって示された全般的な傾向として、北極の海氷域面積は10年に2.7%の割合で減少している。また、続いて人工衛星の受動マイクロ波のデータにより得られた結果からは、1978年10月の終わりから1996年終わりにかけて北極の海氷域面積は10年に2.9%の割合で減少している一方で、南極大陸の海氷域面積は10年に1.3%の割合で増加していることがわかった。

### 湖氷・河川氷
氷は季節的な冷却によって河川や湖にも形成される。形成される氷体の大きさはあまりにも小さいので、局所的な気候以上に影響を及ぼすことはない。ところが、かなり大きな年々の変化が氷の生成・消滅が起こる期間にみられるように、結氷・解氷する過程は大規模だがしかし局所的な気候要素に対して応答反応を示す。よって湖氷の長期間にわたる観察は気候の記録の代わりにすることができ、結氷・解氷の傾向の観察から、気候の摂動における便利で統一的な、そして季節特有の指標が得られるかもしれない。ただ、河川氷の状態に関する情報は気候を記録する代わりのものとしては湖氷よりあまり使えない。というのも、氷の形状は河川流の状態に大きく依存しているためである。この河川流の状態というのは、直接水路の流量を調節する、あるいは間接的ではあるが土地の使用により流れる水に影響を与えるような、人間の干渉だけではなく、降雨や雪解け、その河川流域を流れる水に影響される。
湖の結氷は湖の貯熱量、すなわちその湖の深さ、あらゆる流入物の速さや温度、水と大気のエネルギー流動に左右される。北極の浅い湖の深さに関するいくつかの指標は、晩冬の航空機搭載レーダー画像(セルマンら 1975)や夏の衛星搭載可視光センサー画像(デュディとラフラー 1997)から得ることができるにもかかわらず、湖の深さに関する情報はしばしば利用できない。解氷の時期は氷の厚さや淡水の流入量のみならず氷の上に積もる雪の厚さによっても変わってくる。

### 凍土・永久凍土
凍土（永久凍土や季節的に凍結する土壌）は北半球の陸地のうちおよそ5400万km²を占めており(ジャンら 2003)、雪氷圏の構成要素の中で最も広い面積範囲をもつ。永久凍土（年中凍結した土壌）は年平均気温(MAAT)が-1か-2 ℃よりも低くなると生じやすく、-7 ℃よりも低くなると連続永久凍土が生じる。また、永久凍土の広さと厚さは、地面の含水量やその土壌の植生、冬の積雪の深さ、植生の季観に影響される。世界全体の永久凍土の面積範囲はまだ完全にわかっていないが、北半球の陸地のおよそ20%だろうとされている。永久凍土の厚さはシベリアやアラスカの北東部の北極沿岸部では600mを超えるが、限界領域に近づくにしたがって薄くなり、水平方向に不連続になってゆく。その限界領域は温暖化傾向により引き起こされる氷の融解からいち早く影響を受けることになる。現在存在している永久凍土の大部分は以前の今よりも寒い気候条件の下で形成されたもので、言い換えれば、それは過去の遺跡のようなものにすぎない。ところが、氷河が後退しあるいは凍結していない地面を持った陸地が新たに現れる現在の極気候の下でも永久凍土ができるかもしれない。ワッシュバーン(1973)が出した結論によると、大部分の連続永久凍土は上表面で現在の気候とのバランスがきちんと保たれており、下表面の変化は現在の気候と地熱流に依存している一方で、大部分の不連続永久凍土はおそらく不安定、すなわち「わずかな気候の変化や表面の変化が劇的な不釣り合いの状態を生み出しうるようなもろいつり合い状態」にあるということだ。
温暖化の下で、ますます深くなっている夏の活動層は水文学的地形学的な流束に重大な影響を与える。永久凍土の融解や後退はマッキンジー川上流やマニトバ州の南限界領域に沿う地域で報告されているが、そのような観察結果はきちんと計測され一般化されているわけではない。緯度における気温の平均勾配に基づくと、1 ℃の気温上昇に対する平衡条件の下では、永久凍土の南の境界が北に50～150 km だけずれることが予想されている。
永久凍土の存在する範囲のほんの一部分だけが実際に土や岩石に氷を含んでおり、それ以外（乾燥永久凍土と呼ばれる）は氷点下の気温では単なる土か岩石である。一般的に氷の容積は永久凍土の最上部で最も大きく、そこでは氷は空隙中にあったり岩石から分離された氷として存在したりする。永久凍土のボーリング孔の温度の測定は、気温の状態に関する正味の変化の指標として使うことができる。ゴールドとラッヘンブルック(1973)は、ここ75～100年の間にトンプソン岬やアラスカで2～4 ℃の温度上昇を推定する。これらの地域では、400mの厚さを持つ永久凍土の上部25%が深さに対する気温の平衡分布に関して不安定となっている（現在の平均表面温度は-5 ℃）。しかし海洋性気候の影響がこの推測に偏りを持たせていたかもしれない。プルドーベイでは類似のデータによりここ100年間で1.8 ℃の温度上昇が暗示されている(ラッヘンブルックら 1982)。積雪の深さや、自然に起こるあるいは人工的に発生する地表の植生の擾乱の変化によってさらに複雑な要素が導入されるであろう。
永久凍土が融解する速度の予測はオステルカンプ(1984)によって確証されており、それによると、3・4年で-0.4～0 ℃、その後さらに2.6 ℃の気温上昇を見込んだ場合、アラスカ内部の厚さ25mの不連続永久凍土が融解するのに2世紀あるいはそれ以下しかかからないということだ。気温の変化に対する永久凍土(の深さ)の応答反応は一般的には非常にゆっくりとした過程である(オステルカンプ 1984; コスター 1993)が、活動層の厚さは気温の変化に対して素早く反応するという事実について十分な証拠が存在している(ケインら 1991)。温暖化の場合であろうと寒冷化の場合であろうと、地球の気候の変化は季節的に凍結する地域と年中凍結している地域のどちらにおいても無霜期間中に多大な影響を及ぼすのだろう。

### 氷河・氷床
氷河と氷床は密で硬い陸地にもたれた形で存在する、流れる氷の塊である。これらは雪の涵養、表面部と底部の融解、周りを囲む海洋や湖への氷山分離、そして内部動力学によって調節される。氷河は氷体内部で重力によって引き起こされるクリープ流（「氷の流動」）と氷河の下にある陸地への滑動によって生じ、その滑動は氷河を薄くし水平方向に広げることにつながる。質量の増加・減少と流動による移動との間に関するこの力学的不均衡は何であれ、氷体の成長あるいは萎縮を生む。
氷床は世界で最も大きな淡水の源になりうるものであり、世界の淡水の全量のおよそ77%を占める。これは世界中の海洋の深さ80m分に相当し、全体の90%は南極大陸が、残り10%の大部分はグリーンランドが占め、その他の氷体や氷河は0.5%も占めていない。1年で雪が積もるあるいは融ける速度に関連して、氷河の大きさゆえに氷床に水が留まる時間は10～100万年にも及ぶ。その結果、気候の摂動はゆっくりとした応答反応を示し、氷期・間氷期の時間規模で起こる。一方谷氷河は気候変動に対して10～50年というごく普通の時間間隔で素早く反応する。しかしながら、個々の氷河の反応は、それぞれの長さ、高度、勾配、移動速度の違いのために同じ気候的外力に対しても同時に反応するわけではない。オールレマン(1994)は100年に0.66 ℃の割合で直線的に気温上昇する温暖化によって説明されうる、世界規模の氷河の後退に関する明瞭な証拠を示した。
氷河の変化は世界の気候に最小限の影響しか与えない傾向がある一方で、氷河の後退は20世紀に観測された海面上昇に2分の1から3分の1程度寄与している。さらに、氷河湖からの流水を灌漑や水力発電に利用している北アメリカのコルディレラ山系西部で観測されているような氷河の後退の広がりは、重要な水文学的・生態学的衝撃を伴う可能性が極めて大きい。そのような地域での水資源の効果的な利用計画と衝撃緩和は、氷河の氷の状態やその変化を引き起こすメカニズムに関する高度な知識をどれだけ発達させられるかによる。また、進行中のメカニズムの明快な理解は、氷河の質量収支の記録の時系列に含まれる世界規模での変化の信号をとらえるのに極めて重要である。
巨大な氷床の氷河の質量収支の総合推定は20%ほどがはっきりしていない。降雪と質量流出の推定に基づいた研究は、氷床は均衡がほぼ保たれているかあるいはいくらかの水を海洋から受け取っていることを指摘する傾向がある。棚氷の研究 によって、南極大陸による海面上昇あるいは氷床底部の急速な融解が示唆されている。 著者によっては、観測された海面上昇速度（およそ2 mm/年）と、山岳氷河の融解、海洋の熱拡散などによる海面上昇速度の理論値（およそ1 mm/年またはそれ以下）の違いは、南極大陸のモデル化された不均衡（およそ1 mm/年の海面上昇）(ハイブレクス 1990)と類似していると提唱し、南極大陸による海面上昇への寄与を示唆している人もいる。(パターソン 1993; アレー 1997)
世界の気候と氷の面積範囲との関係は複雑である。地表の氷河や氷床の質量収支は、おもに冬に生じる雪の涵養と、おもに暖候季に生じる、正味放射と(暖気移流によって強まった)乱流熱フラックスによる氷や雪の融解を主な原因とした消耗(ablation)とによって決まる(マンロー 1990)。しかし、南極大陸の大部分は表面融解が決して起こらない 。海洋で氷の質量が消滅するところでは、氷山分離が質量損失の主要な要因である。この状況下では、ロス海のように氷の縁の部分が浮いている棚氷として深水域に向かって広がってゆく。地球温暖化がグリーンランド氷床の減少を生じさせたという可能性が南極氷床の増加によって相殺されるにもかかわらず 、西南極氷床の崩壊の可能性が主に心配されている。これは、西南極氷床は海面下の岩盤上に築かれていて、その崩壊は数百年のうちに世界中の海面を6～7m上昇させる可能性があるためである。
西南極氷床の流出の大部分は、ロス棚氷に流れる5つの主要な氷流（より速く流れる氷）、ウェッデル海のフィルヒナー・ロンネ棚氷に流れるラットフォード氷流、アムンセン棚氷に流れるシュワイツ氷河やパイン島氷河を介している。データが足りないというのが主な原因でこれらの氷流システムの現在の質量収支に関しては意見が統一されていない(ベントレー 1983, 1985)。西南極氷河はロス棚氷が側面の境界の横方向の引張応力によって圧迫されたり局所的な海底への接触により押さえられたりする限り安定している。